# Psidium cauliflorum
Psidium cauliflorum är en myrtenväxtart som beskrevs av Leslie Roger Landrum och Marcos Sobral. Psidium cauliflorum ingår i släktet Psidium och familjen myrtenväxter. Inga underarter finns listade i Catalogue of Life.